# Logagane
Logagane est une ville du sud du Botswana. Elle est située dans le district sud, sous-district du Barolong.
Le village, selon le recensement de 2011, compte 428 habitants.